# Potemnemus ennevei
Potemnemus ennevei är en skalbaggsart som beskrevs av De Jong 1945. Potemnemus ennevei ingår i släktet Potemnemus och familjen långhorningar. Inga underarter finns listade i Catalogue of Life.